# Turza Śląska (stacja kolejowa)
Turza Śląska – nieczynna stacja kolejowa w miejscowości Turza Śląska (gmina Gorzyce, powiat wodzisławski), w województwie śląskim.

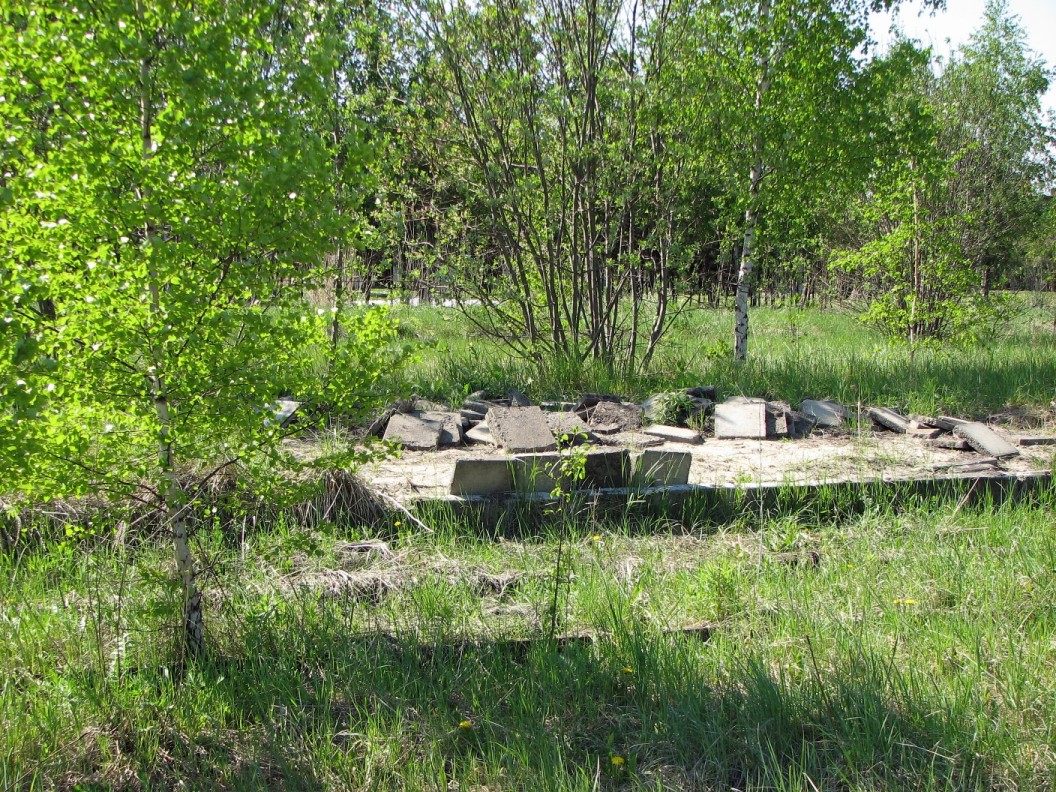
peron
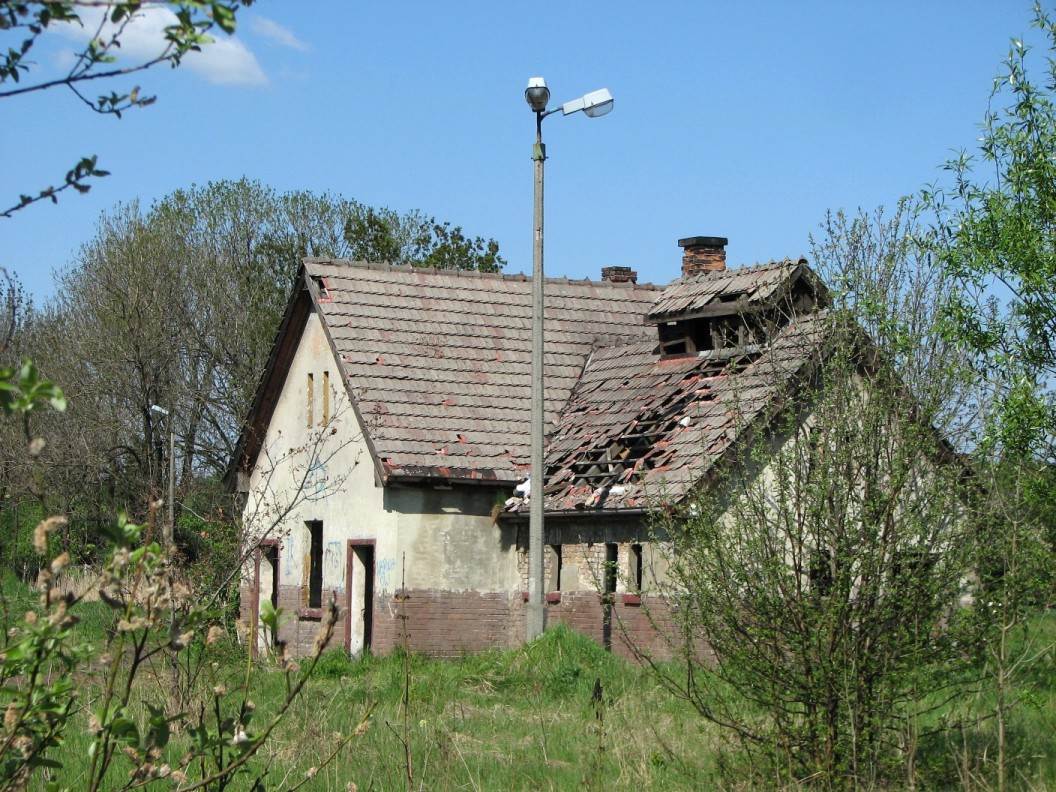
budynek gospodarczy
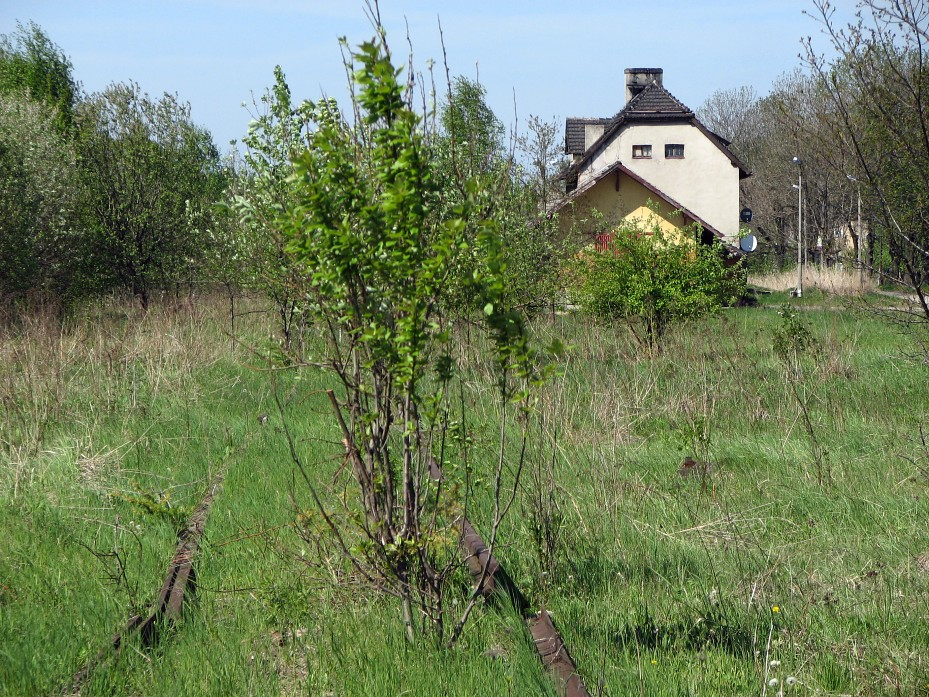
widok ogólny stacji